# Сен-Мартен-Ривьер
Сен-Марте́н-Ривье́р (фр. Saint-Martin-Rivière) — коммуна во Франции, находится в регионе Пикардия. Департамент коммуны — Эна. Входит в состав кантона Гюиз. Округ коммуны — Вервен.
Код INSEE коммуны — 02683.

## Население
Население коммуны на 2010 год составляло 125 человек.
| 1962 | 1968 | 1975 | 1982 | 1990 | 1999 | 2010 |
| ---- | ---- | ---- | ---- | ---- | ---- | ---- |
| 172  | 150  | 151  | 129  | 108  | 119  | 125  |

## Экономика
В 2010 году среди 67 человек трудоспособного возраста (15—64 лет) 48 были экономически активными, 19 — неактивными (показатель активности — 71,6 %, в 1999 году было 53,8 %). Из 48 активных жителей работали 39 человек (25 мужчин и 14 женщин), безработных было 9 (5 мужчин и 4 женщины). Среди 19 неактивных 7 человек были учениками или студентами, 4 — пенсионерами, 8 были неактивными по другим причинам.